# Ашутасты
Ашутасты (каз. Ашутасты) — село в Костанайской области Казахстана. Находится в подчинении городской администрации Аркалыка. Административный центр и единственный населённый пункт Ашутастинского сельского округа. Код КАТО — 391643100.

## Население
В 1999 году население села составляло 1736 человек (832 мужчины и 904 женщины). По данным переписи 2009 года, в селе проживало 1914 человек (930 мужчин и 984 женщины).